# قمیش‌آغل
قمیش‌آغل یکی از روستاهای استان آذربایجان شرقی است که در دهستان ذوالبین بخش یامچی شهرستان مرند واقع شده‌است.

## موقعیت جغرافیایی روستای قمیش آغل
این روستا از مشرق به روستای گلّه بان و از مغرب به قوش قیه و از شمال به یکان علیا و از جنوب به ارسی محدود می‌شود. ارتباط این روستا با شهر یامچی از طریق جاده گله بان می‌باشد و مسیر جاده خاکی دیگری نیز برای اتصال به شهر کشکسرای از روستای ارسی داراست. ارتفاع آن ۱۱۲۰ متر می‌باشد. طول دورة یخبندان حدود ۱۲۰ روز که از اواخر آذر ماه شروع و در اواخر فروردین ماه پایان می‌یابد. میزان بارش سالانه ۳۰۰ میلی‌متر باران و ۲ متر برف است. اکثریت آنها دامدارند. اراضی آبی آن ۱۰۰ هکتار و اراضی دیم آن ۸۰ هکتار وسعت دارد. وسعت مراتع طبیعی آن ۱۰۰ هکتار است.

## قدمت، طوایف و وجه تسمیه
از سابقه تشکیل این روستا بیش از ۱۵۰ سال نمی‌گذرد؛ چرا که مردم این روستا جزء عشایر کوچنده محسوب می‌شدند. ییلاق آنها منطقه کلاخور ورزقان محسوب می‌شد و برای قشلاق به این روستا می‌آمدند تا اینکه تصمیم می‌گیرند برای همیشه در این قشلاق ماندگار شوند. این روستا از سه طایفه اینانلو، شاهسون و قجر (قاجار) تشکیل یافته‌است. گویش این طوایف با وجود نزدیکی به گله بان به هیچ وجه شباهتی به گویش گلوانی ندارد.